# Mick Pointer
Mick Pointer (* 22. červenec 1956, Brill, Buckinghamshire, Anglie) byl původní bubeník britské progresivní rockové kapely Marillion. Mick nahrál s Marillion jediné album Script for a Jester's Tear. V roce 1983 odchází. V roce 1994 založil s Clivem Nolanem progresivní kapelu Arena. Mick i Clive si pak založili hudební vydavatelství, které dnes řídí.